# تايجر شروف
تايجر شروف (بالهندية: टाइगर श्रॉफ) (بالإنجليزية: Tiger Shroff) هو ممثل هندي ومختص في فنون الدفاع عن النفس أو الفنون القتالية وتطبيقها في أفلامه، وهو ابن الممثل الهندي جاكي شروف، وقد اشتهر في بعض الأفلام مثل فيلمه عام 2016 باغي الذي لعب دور البطولة فيه إلى جانب الممثلة شرادها كابور وفيلم هيرو بانتي إلى جانب الممثلة كريتي سانون وفيلم جات الطائر إلى جانب الممثلة جاكلين.

## أفلامه
| علامة الخنجرية | يشير إلى الأفلام التي لم يتم إصدارها بعد |

| السنة | الفيلم                 | الدور                         | المخرج         | ملاحظات                                      |
| ----- | ---------------------- | ----------------------------- | -------------- | -------------------------------------------- |
| 2014  | هيروبانتي              | بابلو                         | Sabbir Khan    | Nominated—Filmfare Award for Best Male Debut |
| 2016  | باغي                   | Ranveer "Ronnie" Pratap Singh | Sabbir Khan    |                                              |
| 2016  | جات الطائر             | Aman Dhillon                  | Remo D'Souza   |                                              |
| 2017  | مونا مايكل             | Manav "Munna" Roy             | صابر خان       |                                              |
| 2018  | باغي 2                 | Ranveer "Ronnie" Pratap Singh | أحمد خان       |                                              |
| 2019  | طالب السنة 2 ‏          | Rohan Sachdev                 | Punit Malhotra |                                              |
| 2019  | حرب                    | خالد                          | سيدهارث أناند  | [ 3 ]                                        |
| 2020  | باغي 3                 | Ranveer Charan Chaturvedi     | أحمد خان       | [ 4 ]                                        |
| 2022  | هيروبانتي 2            | Bablu                         | Sabbir Khan    |                                              |
| 2023  | Ganapath               | Ganapath / Dalini             |                | [ 5 ]                                        |
| 2024  | Bade Miyan Chote Miyan | Rakesh                        |                | [ 6 ]                                        |
| 2024  | Eagle                  | TBA                           |                | Filming                                      |
| 2024  | سينغام من جديد ‏        | ACP Satya                     |                | Filming                                      |

### فيديو موسيقية
| Year | Song                        | Singer(s)                   | Ref.   |
| ---- | --------------------------- | --------------------------- | ------ |
| 2015 | "Zindagi Aa Raha Hoon Main" | عاطف أسلم                   | [ 9 ]  |
| 2015 | "Chal Wahan Jaate Hain"     | أريجيت سينغ                 | [ 10 ] |
| 2016 | "Befikra"                   | ميت بروز ‏, أديتي سينغ شارما | [ 11 ] |
| 2018 | "Get Ready to Move"         | أرمان مالك                  | [ 12 ] |
| 2019 | "Are You Coming"            | Benny Dayal                 | [ 13 ] |
| 2019 | "Har Ghoont Mein Swag"      | Badshah                     | [ 14 ] |
| 2020 | "I Am a Disco Dancer 2.0"   | Benny Dayal                 | [ 15 ] |
| 2020 | "Muskurayega India"         | Vishal Mishra               | [ 16 ] |

## جوائز
| Year | Award                                  | Category                          | Film      | Result | References    |
| ---- | -------------------------------------- | --------------------------------- | --------- | ------ | ------------- |
| 2014 | جوائز ستارداست                         | Superstar of Tomorrow – Male      | هيروبانتي | فوز    | [ 18 ]        |
| 2014 | BIG Star Entertainment Awards          | Most Entertaining Actor – Male    | هيروبانتي | فوز    | [ 19 ] [ 20 ] |
| 2014 | جوائز نجم النقابة                      | جائزة أبسارا لأفضل ظهور لأول مرة ‏ | هيروبانتي | فوز    | [ 21 ] [ 22 ] |
| 2015 | جوائز الأكاديمية الدولية للفيلم الهندي | Star Debut of the Year – Male     | هيروبانتي | فوز    | [ 23 ]        |
| 2015 | جوائز الشاشة                           | Most Promising Newcomer – Male    | هيروبانتي | فوز    | [ 24 ]        |

## وصلات خارجية
- تايجر شروف على موقع IMDb (الإنجليزية)
- تايجر شروف على موقع روتن توميتوز (الإنجليزية)
- تايجر شروف على موقع قاعدة بيانات الأفلام العربية
- تايجر شروف على موقع ألو سيني (الفرنسية)
- تايجر شروف على موقع أول موفي (الإنجليزية)
- تايجر شروف على موقع قاعدة بيانات الفيلم (الإنجليزية)
- تايجر شروف على موقع كينوبويسك (الروسية)